# Soli Deo

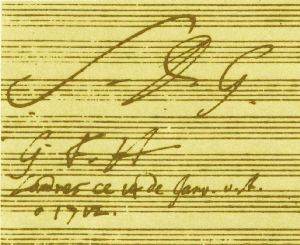
S.D.G. na końcu jednego z manuskryptów Händla

Herb kard. Wyszyńskiego

Soli Deo, w pełnej formie Soli Deo honor et gloria – sentencja łacińska, zaczerpnięta z Wulgaty z Pierwszego listu do Tymoteusza 1,17 lub Listu Judy 1,25, w tłumaczeniu na język polski: Jedynemu Bogu cześć i chwała!
Ten cytat biblijny wybrał jako swoje zawołanie biskupie prymas Polski kard. Stefan Wyszyński. Mówiąc o swoim herbie, dodawał określenie per Mariam: „Soli Deo per Mariam” − Samemu Bogu przez Maryję.
W protestantyzmie Soli Deo gloria stało się synonimem jednego z pięciu jego filarów. Protestanccy kompozytorzy używali zwrotu lub jego skrótu w formie S.D.G. przy zapisie nutowym dla oznaczenia, iż stworzyli dzieło na chwałę Boga. Skrót ten znajduje się m.in. w manuskryptach: Jana Sebastiana Bacha, Georga Friedricha Händla czy Christopha Graupnera.
Zawołanie to jest również hasłem przewodnim wielu różnych organizacji, np:
- Festiwal Soli Deo
- Akademickie Stowarzyszenie Katolickie „Soli Deo”
- Wydawnictwo im. Kardynała Stefana Wyszyńskiego „SOLI DEO”
- Schola Parafialna „Soli Deo” z parafii św. Macieja w Andrychowie
- Kościół Ewangelicznych Chrześcijan – Zbór „Soli Deo Gloria”
- Chór SOLI DEO przy Parafii Rzymskokatolickiej pw. św. Siostry Faustyny w Rotmance
- Męski Młodzieżowy Zespół Muzyczny „Soli Deo” w Kałkowie
- Lwowski Kameralny Chór Soli Deo (Ukraina)
- Harcerski Krąg Kleryków „Soli Deo” w Warszawie
- Katolicka Drużyna Harcerzy „Soli Deo”
- Akademickie Stowarzyszenie Katolickie „Soli Deo Omnia” w Olsztynie
- Chór „Soli Deo” przy Parafii Rzymskokatolickiej pw. św. Trójcy w Poznaniu
- Schola „Soli Deo” przy parafii św. Stefana w Radomiu.
- Zespół „Soli Deo” przy Parafii pw. św. Brunona z Kwerfurtu Łomży
- Chór młodzieżowy „Soli Deo” przy I Liceum Ogólnokształcącym im. Króla Stanisława Leszczyńskiego w Jaśle
- Zespół muzyczny „Soli Deo” przy Parafii Rzymskokatolickiej pw. Podwyższenia Krzyża Świętego w Łopusznie (diecezja kielecka)
- Schola dziecięca „Soli Deo” złożona z uczniów Szkoły Podstawowej nr 8 i Gimnazjum nr 4 w Piotrkowie Tryb.
- Chór Soli Deo przy parafii NMP Królowej Polski w Lęborku